# Władysław Wróblewski
Władysław Wróblewski (Cracovia, 21 marzo 1875 – Łódź, 19 agosto 1951) è stato un politico e diplomatico polacco, primo ministro della Polonia durante la prima guerra mondiale quando la Germania instaurò nel Paese una reggenza.

## Biografia
Il 4 novembre 1918, dopo la caduta del governo provvisorio di Józef Świeżyński, Wróblewski venne scelto dal Consiglio di reggenza come capo di un nuovo esecutivo che mantenne però gli stessi ministri del precedente.
L'ultima riunione del governo Wróblewski ebbe luogo l'11 novembre successivo, quando tutti i poteri vennero ceduti al maresciallo Józef Piłsudski, liberato il giorno prima dalla fortezza di Magdeburgo.
Il 18 novembre si formò il nuovo governo di Jędrzej Moraczewski e la reggenza cessò d'esistere: nasceva la repubblica di Polonia.
Wróblewski rimase comunque all'interno della vita politica del Paese inizialmente come sottosegretario al Consiglio dei ministri e poi come ambasciatore a Londra e Washington. Dal 1929 al 1936 fu a capo della Banca di Polonia.